# Harmadik agykamra

Az agykamrák helyzete a koponyában. Oldalkamrák vetülete piros, harmadik és negyedik agykamráké sötétkék színnel jelölve.

A harmadik agykamra (ventriculus tertius) egy sagittalis rés a kétoldali talamusz és hipotalamusz között. 

## Összeköttetései
Elől a páros oldalkamrákkal áll összeköttetésben a Monro-féle nyílások közvetítésével, hátul az aqueductus cerebri a negyedik agykamrával köti össze. A harmadik agykamrának elülső, hátsó, oldalsó felső és alsó fala van, üregét ependyma béleli. Az elülső falát egy vékony szürkeállomány réteg, a határlemez (lamina terminalis) alkotja. A (hátsó fal) az aqueductus cerebri benyílása. Az oldalsó falát felül a talamusz, alul a hipotalamusz medialis felszíne képezi, Ezt a két részt egy barázda (sulcus hypothalmicus) választja el egymástól. Funkcionális jelentőségét elsődorban a falának alkotásában részt vevő hipotalamusz adja.

## Hipotalamusz
A hipotalamusz (hypothalamus) a köztiagynak a talamusz alatti részén található, vékony agyállományból álló lemez. A hipotalamusz a látóidegkereszteződéstől az emlőtestek hátsó széléig terjed. A talamusz alatt a harmadik agykamra oldalfalát képezi. A központi idegrendszernek egy viszonylag kis részét alkotja, ugyanakkor eléggé központi helyzetben van, közel a limbikus rendszerhez, a talamuszhoz, a felszálló és leszálló pályákhoz, és az agyalapi mirigyhez (hypophysis). Mikroszkóposan kis idegsejtek alkotják, amelyek csoportokba rendeződve, magokat alkotva helyezkednek el. Sajátos funkciója a neuroszekréció: Az egyik nagysejtes magja az antidiuretikus hormont (ADH) termeli, míg amásik az oxytocint. Előbbi anyag a vesékben a víz visszaszívódását fokozza (és vérnyomásemelő hatása is van), az utóbbi a méhizomzat összehúzódását és a tejelő emlő tejkiűrítését segíti elő. A kissejtes magvak a hormonok felszabadulását segítő ill. azokat gátló faktorokkal mintegy vezérlik a hormonális rendszert. Ennek következtében a hipotalamusz  a szervezet (minden fontos élettani működését) befolyásolja. Kontrollálja és integrálja az autonóm idegrendszer és az endokrin rendszer működését, alapvető szerepet játszik a szervezet homeosztázisának (a belső környezet összetevőinek állandósága) fenntartásában. Közreműködik a testhőmérséklet szabályozásában, a testfolyadékok viszonylagosan állandó összetételének biztosításában, a táplálék- és vízfelvétel elősegítésében, a szexuális viselkedés és a limbikus rendszer közreműködésével az érzelmi élet alakításában. Hozzátartozik ehhez a magok fő kapcsolatainak ismertetése, különös tekintettel a hipotalamusz és az agyalapi mirigy (hypophysis) közötti összeköttetésekre.
Az emberi idegrendszer részei és funkciói

## Lásd még
- Agykamrák
- Agy-gerincvelői folyadék
- Emberi idegrendszer
- Köztiagy